# Бібахтіно
Біба́хтіно (рос. Бибахтино, башк. Бейбаҡты) — присілок у складі Іглінського району Башкортостану, Росія. Входить до складу Турбаслинської сільської ради.
Населення — 185 осіб (2010; 150 в 2002).
Національний склад:
- башкири — 90 %